# La Chapelle-aux-Naux

La Chapelle-aux-Naux este o comună în departamentul Indre-et-Loire, Franța. În 1 ianuarie 2022 avea o populație de 558 de locuitori.